# Piseiro
O piseiro, variação da pisadinha, é um estilo musical surgido no estado da Bahia, derivado do forró.
Segundo a Folha de S.Paulo, o piseiro pode ser descrito como "descendente do forró com objetivos estéticos alinhados ao funk atual".
O piseiro tem traços da pisadinha, apresentando uma coreografia marcada por passos arrastados e mãos posicionadas junto ao corpo. Esta derivação do forró tradicional tem batida mais rápidas, propondo uma dança solo. O nome "piseiro" deriva da designação do sítio onde se dança a pisadinha.
Uns dos nomes considerados responsáveis pelo sucesso do piseiro são Barões da Pisadinha e Vitor Fernandes. Natural de Petrolina, Vitor Fernandes começou a carreira profissional em março de 2019, estando poucos meses depois ao ritmo de 20 shows por mês. O seu clipe "Roxinho" tem atualmente quase 50 milhões de visualizações no Youtube.